# Poecilmitis lyndseyae
Poecilmitis lyndseyae är en fjärilsart som beskrevs av Henning 1979. Poecilmitis lyndseyae ingår i släktet Poecilmitis och familjen juvelvingar. IUCN kategoriserar arten globalt som sårbar. Inga underarter finns listade i Catalogue of Life.